# Polyporus doidgeae
Polyporus doidgeae är en svampart som beskrevs av Wakef. 1948. Polyporus doidgeae ingår i släktet Polyporus och familjen Polyporaceae.   Inga underarter finns listade i Catalogue of Life.